# Marnix Gijsen
Marnix Gijsen (Anvers, 20 octobre 1899 – Lubbeek, 29 septembre 1984) était un écrivain flamand belge. Son nom réel était Jan-Albert Goris. Son pseudonyme pointe vers Philippe de Marnix et le nom de famille de sa mère, Gijsen.